# 阿惟越致
阿惟越致，又名阿鞞跋致（梵語：Avinivartanīya、Avaivartika、Avivartika，藏語：Phir mi ldog-pa），意譯為不退轉，即修行佛法之過程中得悟，不退墮於二乘、凡夫、惡趣等，也不退失所証得之果位、觀念、行法。

## 解釋

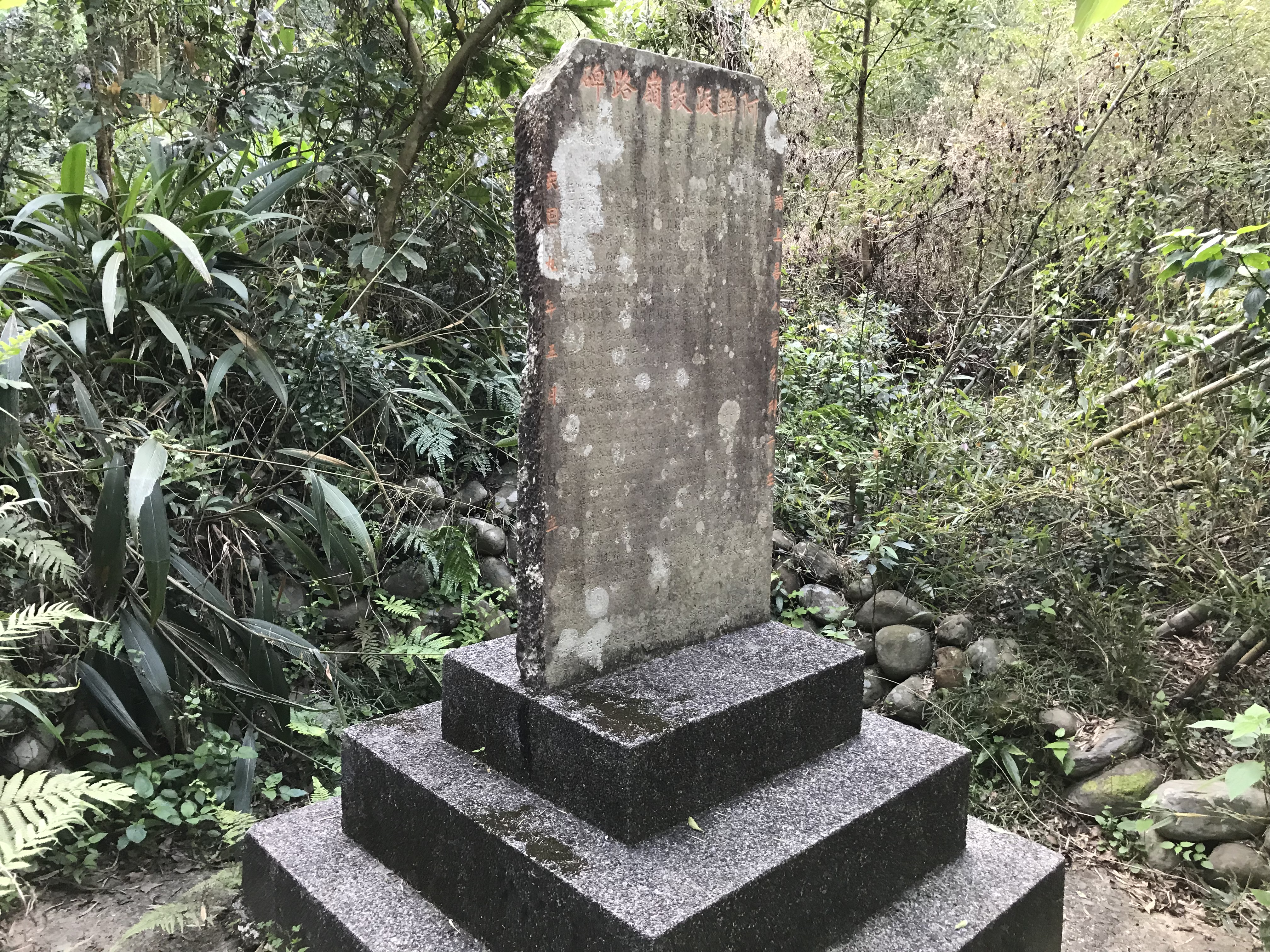
大湖法雲禪寺阿鞞跋致嶺路碑

不同佛經裡對「不退轉」的具體敘述有所不同。《菩薩瓔珞本業經》認為，菩薩十住（十地）中的第七住（第七地）常住於不退﹔《瑜伽師地論》卷三十七載，初地為不退位，但《大乘起信論》以為，初地不退乃方便說。

### 佛學大辭典
丁福保的《佛學大辭典》的解釋如下：
阿鞞跋致
（術語）Avaivart，又作阿毘跋致，或作阿惟越致，譯曰不退轉。不退轉成佛進路之義。是菩薩階位之名。經一大阿僧祇劫之修行，則至此位。《阿彌陀經》曰：「極樂國土，眾生生者，皆是阿鞞跋致。」同《慈恩疏》曰：「阿鞞跋致者，阿之言無，鞞跋致之言退轉。故《大品經》云：不退轉故，名阿鞞跋致。（中略）是人不為諸魔所動，更無退轉。」
又
不退
（術語）梵語曰阿毘跋致Avinivartaniya，又Avaivartika，譯曰不退。功德善根，愈增進而無退失退轉也。如不退之土，不退之位等，又不退轉，言勤行修習也。如不退之念佛，不退之勤行等。

### 佛光大辭典
《佛光大辞典 （页面存档备份，存于）》的解釋如下：
不退
梵語 avinivartanīya。音譯為阿惟越致、阿鞞跋致、阿毘跋致。又作不退轉、無退、必定。退，乃謂退步、退墮之意，指退墮惡趣及二乘地（聲聞、緣覺之位），即由所證得之菩薩地及所悟之法退失。反之，不再退轉，至必能成佛之位，則為不退。不退位又作不退轉地。在有部四善根位中，至忍位則不再墮退惡趣，故稱不退。《大般若經》卷四四九載，入見道而得無生法忍，則不再墮退二乘地而得不退。復次，菩薩階位中，十住中之第七住，稱為不退轉住，由此產生諸種不退之說。
1. 三不退，乃《吉藏法華義疏》卷一之說。對此解釋有四說，現採第一說，三不退指：(1)位不退，十住位中第七住以上之菩薩不再退轉二乘地。(2)行不退，十地之中，第七地菩薩所作之修行，不再退轉。(3)念不退，第八地以上之菩薩無須刻意精進，自然可進道而不動念。
2. 四不退，三不退加處不退（往生彌陀淨土，不再退轉），則為四不退，係迦才《淨土論》卷上之說。此外，窺基於《法華玄贊》卷二，亦立四不退：(1)信不退，在十信位中，第六心以上之菩薩，不再起邪見。(2)位不退，十住位之中，第七住以上之菩薩，不再退轉二乘地。(3)證不退，初地以上之菩薩之法，不再退失。(4)行不退，八地以上之菩薩，能修有為與無為行，而不再退轉。懷感之《釋淨土群疑論》卷四亦有此四不退之說。智旭之《阿彌陀經要解》舉出念、行、位、畢竟等四不退說；慈恩之《四土圖說》則有願、行、智、位等四不退說。
3. 五不退，信、位、證、行等四不退，若加煩惱不退（等覺位之菩薩，不再為煩惱而退轉），則為五不退。〔《大寶積經》卷二十七、卷七十七、卷一一一、北本《大般涅槃經》卷二十八、《彌勒菩薩所問經論》卷一、《攝大乘論釋》卷八、《大毘婆沙論》卷六、《俱舍論》卷二十三、《十住毘婆沙論》卷五易行品〕